# Titta han snackar!
Titta han snackar! (engelska: Look Who's Talking) är en amerikansk romantisk komedifilm från 1989 i regi av Amy Heckerling, med John Travolta, Kirstie Alley och Bruce Willis i rollerna. Filmen har fått två uppföljare Titta hon snackar också! (1990) och Titta vem som snackar nu! (1993) samt tv-serien Baby Talk som sändes (1991-1992).

## Handling
Mollie (Kirstie Alley) blir gravid med en gift man (George Segal), som sedermera gör slut. Istället får hon stöd av den välvillige taxichauffören James (John Travolta). James blir vän med babyn (vars tankar vi hör med Bruce Willis röst), och genom babyn blir även mamman förälskad.

## Rollista
| John Travolta   | – James "Jimmy" Ubriacco           |
| Kirstie Alley   | – Mollie Jensen                    |
| Bruce Willis    | – röst till Michael "Mikey" Jensen |
| Olympia Dukakis | – Rosie                            |
| George Segal    | – Albert                           |
| Abe Vigoda      | – Vincent Ubriacco, James’ morfar  |